# Выборы в Сенат Чехии (2020)
Выборы в Сенат Чехии 2020 года проходили 2-3 октября 2020 года (1-й тур) и 9-10 октября 2020 года (2-й тур). В ходе выборов по мажоритарной избирательной системе в два тура было переизбрано 27 сенаторов из 81. Первый тур сенатских выборов прошёл одновременно с региональными выборами. На выборах победила партия Старосты и независимые (STAN).

## Избирательные округа
Выборы проходили в 27 избирательных округах по всей стране. Поскольку сенат обновляется лишь на треть, две трети населения Чехии не участвуют в выборах сенаторов.
Выборы проходили в избирательных округах: 3 — Хеб • 6 — Лоуны • 9 — Плзень-город • 12 — Страконице • 15 — Пельгржимов • 18 — Пршибрам • 21 — Прага 5 • 24 — Прага 9 • 27 — Прага 1 • 30 — Кладно • 33 — Дечин • 36 — Ческа-Липа • 39 — Трутнов • 42 — Колин • 45 — Градец-Кралове • 48 — Рихнов-над-Кнежноу • 51 — Ждяр-над-Сазавоу • 54 — Зноймо • 57 — Вышков • 60 — Брно-город • 63 — Пршеров • 66 — Оломоуц • 69 — Фридек-Мистек • 72 — Острава-город • 75 — Карвина • 78 — Злин • 81 — Угерске-Градиште

## Разделение округов перед выборами
| Партия | Партия      | Лидер         | Мандаты  |
| ------ | ----------- | ------------- | -------- |
|        | ČSSD        | Ян Гамачек    | 10 из 27 |
|        | KDU-ČSL     | Мариан Юречка | 6 из 27  |
|        | STAN        | Вит Ракушан   | 4 из 27  |
|        | ANO 2011    | Андрей Бабиш  | 2 из 27  |
|        | ODS         | Петр Фиала    | 2 из 27  |
|        | Сенатор 21  | Вацлав Ласка  | 2 из 27  |
|        | Soukromníci | Петр Байер    | 1 из 27  |

## Разделение округов после выборов
|        |                          |                          |          |
| Партия | Партия                   | Лидер                    | Мандаты  |
|        | STAN                     | Вит Ракушан              | 11 из 27 |
|        | ODS                      | Петр Фиала               | 5 из 27  |
|        | KDU-ČSL                  | Мариан Юречка            | 3 из 27  |
|        | TOP 09                   | Маркета Пекарова Адамова | 2 из 27  |
|        | Сенатор 21               | Вацлав Ласка             | 2 из 27  |
|        | ANO 2011                 | Андрей Бабиш             | 1 из 27  |
|        | Свободные                | Либор Вондрачек          | 1 из 27  |
|        | Чешская пиратская партия | Иван Бартош              | 1 из 27  |
|        | HDK                      | Pavlína Springerová      | 1 из 27  |